# おおい町立佐分利小学校
おおい町立佐分利小学校（おおいちょうりつ さぶりしょうがっこう）は、福井県大飯郡おおい町鹿野にある公立小学校。

## 沿革
- 1994年 - 川上分校を廃止
- 2006年3月 - 町村合併に伴い、おおい町立佐分利小学校へ改称

## 教育目標
よく学び，豊かな心とたくましい体をもつ児童の育成

### 目指す児童像
- 自ら学び、考え、行動する子
- 仲間と協力し、共に伸びる子
- 健康で強い体と優しい心をもつ子
- ふるさとを大切にする子

### 目指す学校像
- 子どもの確かな学びが育つ学校
- 教師が子どもと共に育つ学校
- 地域と共に育つ学校

### 目指す教師像
- 子ども一人一人を大切にする教師
- 常に授業改善に努める教師
- 子ども・保護者・地域、同僚から信頼される教師

## 通学区域
川上・三森・久保・安川・福谷・石山・佐畑・小車田・鹿野・笹谷・岡安・神崎・広岡・万願寺

## 進学先中学校
- おおい町立大飯中学校

## 学区 / 校区内の主な施設
- 福井県道・京都府道1号小浜綾部線
- 佐分利川
- きのこの森
- 舞鶴若狭自動車道 大飯高浜IC

## 交通
- 福井鉄道バス：さぶり川公園線 鹿野  33m
- 福井鉄道バス：大島線（嶺南4） 鹿野  214m

## 著名な卒業生
- 渡辺淳（洋画家）
- 中川謙三（実業家、TOKYO MX元代表取締役社長）